# داود بن قيس الفراء
داود بن قيس. أبو سليمان الفراء المدني، القرشي. من موالي قريش. أحد رواة الحديث الثقات، وكان من أهل الفضل والإتقان وأهل الورع، مات بالمدينة في خلافة أبي جعفر.

## روايته للحديث النبوي
- رَوَى عَن: إِبْرَاهِيم بْن عَبد اللَّهِ بْن حنين، وزيد بْن أسلم والسائب بْن يَزِيدَ الكندي، وسعد بْن إسحاق بْن كعب بْن عجرة وسعد بن الأَنْصارِيّ، وسَعِيد المقبري، وسُلَيْمان بن أَبي يحيى، وصالح مولى التوأمة، وعَبْد اللَّهِ بْن رافع، وعَبد الله بْن مُحَمد بْن عَقِيل، وعبد الجليل بْن عطية القيسي، وعُبَيد اللَّه بْن عَبد اللَّهِ بْن أقرم الخزاعي وعُبَيد الله بن مقسم. وعلي بْن يَحْيَى بن خلاد الأَنْصارِيّ , وعَمْرو بْن دينار، وعَمْرو بْن شعيب وعياض بْن عَبد الله بْن سعد بْن أَبي سرح ومُحَمَّد بن عجلان وموسى بْن يسار ونافع بن جبير بْن مطعم ونافع مولى ابْن عُمَر, ونعيم المجمر وأبي سَعِيد مولى عَبد الله بْن عامر بْن كريز، وأبي المثنى الكعبي.
- رَوَى عَنه: إسحاق بن الرازي، وإسماعيل بْن جَعْفَر وأَبُو المنذر إِسْمَاعِيل بْن عُمَر وأَبُو أسامة حَمَّاد بْن أسامة , وسفيان الثوري، وسفيان بْن عُيَيْنَة وسُلَيْمان بْن حيان أَبُو خَالِد الأحمر، وابنه سُلَيْمان بْن دَاوُدَ بْن قيس الفراء، وسُلَيْمان بن داود أَبُو داود الطيالسي، وصفوان بْن عِيسَى , وعبد الله بْن الحارث المخزومي وعبد الله بْن المبارك، وعَبْد اللَّهِ بن مسلمة القعنبي وعَبْد اللَّهِ بْن نافع الصائغ، وعبد الله بْن وهب وعبد الرحمن بْن مهدي، وعبد الرزاق بْن همام، وعبد العزيز بْن مُحَمَّد الدَّراوَرْدِيّ، وعبد الملك بْن عَمْرو أَبُو عامر العقدي وعُبَيد الله بْن عَبد المجيد أَبُو عَلِيّ الحنفي، وعثمان بن عُمَر بْن فارس، وأَبُو نعيم الفضل بن دكين، ومحمد بْن إِسْمَاعِيل بْن أَبي فديك والمنذر بْن عَبد اللَّهِ الحزامي، والنعمان بْن عبد السلام الأصبهاني، ووكيع بْن الجراح، والوليد بْن مسلم، ويحيى بْن سَعِيد القطان، وأَبُو نباتة يونس بْن يَحْيَى المدني.[4][5]

## أقوال العلماء فيه
أقوال علماء الجرح والتعديل فيه:
- قال أبو القاسم بن بشكوال: ثقة، واتفقوا على أنه ثقة.
- قال أبو حاتم الرازي: ثقة.
- قال أبو زرعة الرازي: ثقة.
- قال أحمد بن حنبل: ثقة.
- قال أحمد بن شعيب النسائي: ثقة.
- قال ابن حجر العسقلاني: ثقة فاضل.
- قال الذهبي: ثقة من العباد.
- قال زكريا بن يحيى الساجي: ثقة.
- قال علي بن المديني: ثقة.
- قال محمد بن إدريس الشافعي: ثقة حافظ.
- قال محمد بن سعد كاتب الواقدي: ثقة له أحاديث صالحة.
- قال يحيى بن معين: صالح الحديث ثقة.